# Culladia troglodytellus
Culladia troglodytellus là một loài bướm đêm trong họ Crambidae.